# گل‌فشان
گِل‌فشان یا گِل‌افشان (به انگلیسی: Mud volcano)، پدیده‌ای طبیعی است که طی آن گل‌ولای از زیر زمین به شکل چشمه‌وار به سطح زمین می‌رسد و شکل ماهوری به خود می‌گیرد.

گل‌فشان قارن یالق روستای سقرتپه شهرستان آق قلا از استان گلستان

گل‌فشان یکی از عوارض ژئومورفولوژی و زمین‌شناسی است که از یک یا چند دهانه آتشفشانی تشکیل شده و به‌طور مداوم گل سردی از آن به خارج پرتاب و روان شده و با انباشته شدن روی هم، کم‌کم مخروط‌های کوچک و بزرگی را تشکیل می‌دهد.
برخی معتقدند گل‌فشان پدیده‌ای مرتبط با فعالیت‌های آتش‌فشانی است، اما اغلب دانشمندان معتقدند این پدیده خاستگاه غیرآتشفشانی دارند.

## فرایند تشکیل
دو عامل پیدایش گل‌فشان‌ها به شرح زیر است:
- فشارهای زمین‌ساختی باعث پیدایش گل فشان‌ها شده‌اند. این گل‌فشان‌ها دارای روانه‌های گلی سرد هستند.
- گل فشان‌ها از عوارض مرتبط به پیامدهای آتشفشان‌ها است که این نوع گل‌فشان‌ها دارای روانه‌های گلی داغ می‌باشند.

خاستگاه تشکیل گل‌فشان‌ها در سواحل شمالی دریای عمان، فشار حاصله حرکت صفحه اقیانوسی دریای عمان و در منطقه شمال ایران - گلستان نیز مربوط به زیرصفحه قاره‌ای ایران می‌باشد.

## اهمیت گل‌فشان‌ها
وجود این پدیده ریخت‌شناسی در هر منطقه نشانه فعالیت زمین‌ساختی آن منطقه بوده‌است؛ بنابراین احتمال زلزله خفیف و گسل‌خوردگی وجود داشته که این امر باید در احداث سازه‌های ثابت و سکونت گاه‌ها لحاظ شود.
ترکیبات بعضی گل فشان‌ها تا حدی مشخص‌کننده وضعیت درونی زمین از لحاظ وجود منابع آب و نفت و دیگر مشتقات هیدروکربنی می‌باشد.
گل فشان‌های ایران اکثراْ در جلگه ساحلی دریای عمان در جنوب استان سیستان و بلوچستان و استان هرمزگان و نمونه‌های در شمال استان گلستان در شهرستان گمیشان واقع شده‌اند. بیشترین گل‌فشان‌های استان هرمزگان در شهرستان جاسک و منطقه کوه مبارک واقع هستند که بزرگ‌ترین آن در روستای توجَک قرار دارد و بیشترین گل‌فشان‌های شهرستان جاسک در روستای سرخ‌کوه واقع هستند که به مجموعه گل‌افشان‌های چلپی سرخکوه معروف هستند که تعداد آنها به بیش از ۱۰۰ گل‌افشان می‌رسد که در اثر فعالیت گسل گاوبندی شکل گرفته‌اند. در برخی از این گ‌لفشان‌ها گوگرد و گاز و مواد نفتی وجود دارد تعدادی از آن‌ها فعال بوده و فعالیت آن‌ها در فصول مختلف سال با تغییرهایی همراه است، به طوری که گاهی یک گل‌فشان فعال، ممکن است غیرفعال شود و برعکس.

## گل‌فشان‌ها در جهان
گل‌فشان‌ها در سرتاسر جهان پراکنده هستند.
بزرگ‌ترین کوه گل‌افشان جهان با ارتفاع ۵۰۰ متر در منطقه بلوچستان پاکستان قرار دارد.
معروف‌ترین گل‌فشان ایران در منطقهٔ تَنگ در استان سیستان و بلوچستان و در شهرستان کنارک قرار دارد. این گل‌افشان مجموعه‌ای از چند تپه با ارتفاع متفاوت است که هم‌اکنون فقط یکی از آن‌ها فعالیت گل‌فِشانی دارد. به علت نزدیکی زیاد این منطقه به اقیانوس هند و همچنین شکل خاص پوسته زمین در این ناحیه، پوسته اقیانوس با شیب بسیار تندی در زیر این منطقه به داخل زمین فرومی‌رود که سبب به وجود آمدن فشارهای زیادی به پوسته زمین می‌گردد. فشار به وجود آمده سبب خروج آب و به همراه آن گل‌و‌لای می‌شود. این عامل یکی از علت‌های به وجود آمدن گل افشان‌ها و چشمه‌های آب معدنی فراوان در این منطقه به‌شمار می‌آید.
سرد بودن گل و نبود وجود بخار به همراه آن تأییدی بر درستی ادعای ذکر شده‌است؛ زیرا در مناطقی که پدیده‌های مشابهی به علت گرمای زمین و فعالیت‌های آتشفشانی رخ می‌دهد، خروج آب گرم به همراه بخار طبیعی‌تر است.
در فاصله حدود ۸ کیلومتری شمال شرق این مجموعه، مجموعه گل‌افشان دیگری وجود دارد که از فعالیت آن اطلاع دقیقی در دسترس نیست. گل‌افشان دیگری با نام پیرگل در منطقه بزمان در همین استان قرار دارد. گل‌افشان‌هایی با ساختار حوض‌مانند در منطقه گمیشان‌تپه در استان گلستان قرار دارد. گل‌افشان‌های حوض‌مانندی نیز در منطقه میناب گزارش شده‌اند.
گل‌فشان بزرگ دیگری نیز در ۱۰۰ کیلومتری غرب شهرستان جاسک در روستای گزی در منطقه (توجک) قرار دارد.

## موقعیت جغرافیایی گل‌فشان‌های ایران
گل افشان تَنگ: ۲۵ درجه و ۲۸ دقیقه شمالی، ۵۹ درجه و ۵۶ دقیقه شرقی.
گل‌افشان ثانویه تَنگ: ۲۵ درجه و ۲۸ دقیقه و ۳۰ ثانیه شمالی، ۵۹ درجه و ۵۹ دقیقه و ۴۷ ثانیه شرقی.
گل‌افشان گمیشان: ۳۷ درجه و ۱۲ دقیقه شمالی، ۵۴ درجه و ۶ دقیقه شرقی.
گل‌افشان سرخ‌کوه :۲۰درجه شمالی و۳۷دقیقه و ۱۰ثانیه، ۱۳درجه و۲۰دقیقه شرقی
گل‌فشان پیر گل خاش

## نگارخانه

گل‌فشان قارن یالق در روستای سقرتپه شهرستان آق قلا از استان گلستان
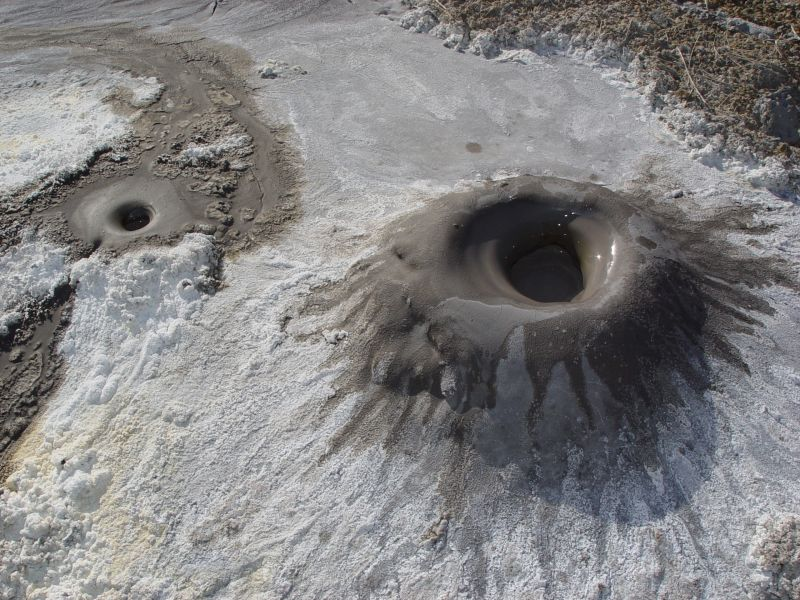
نمونه‌ای از یک کوه گل‌فشان
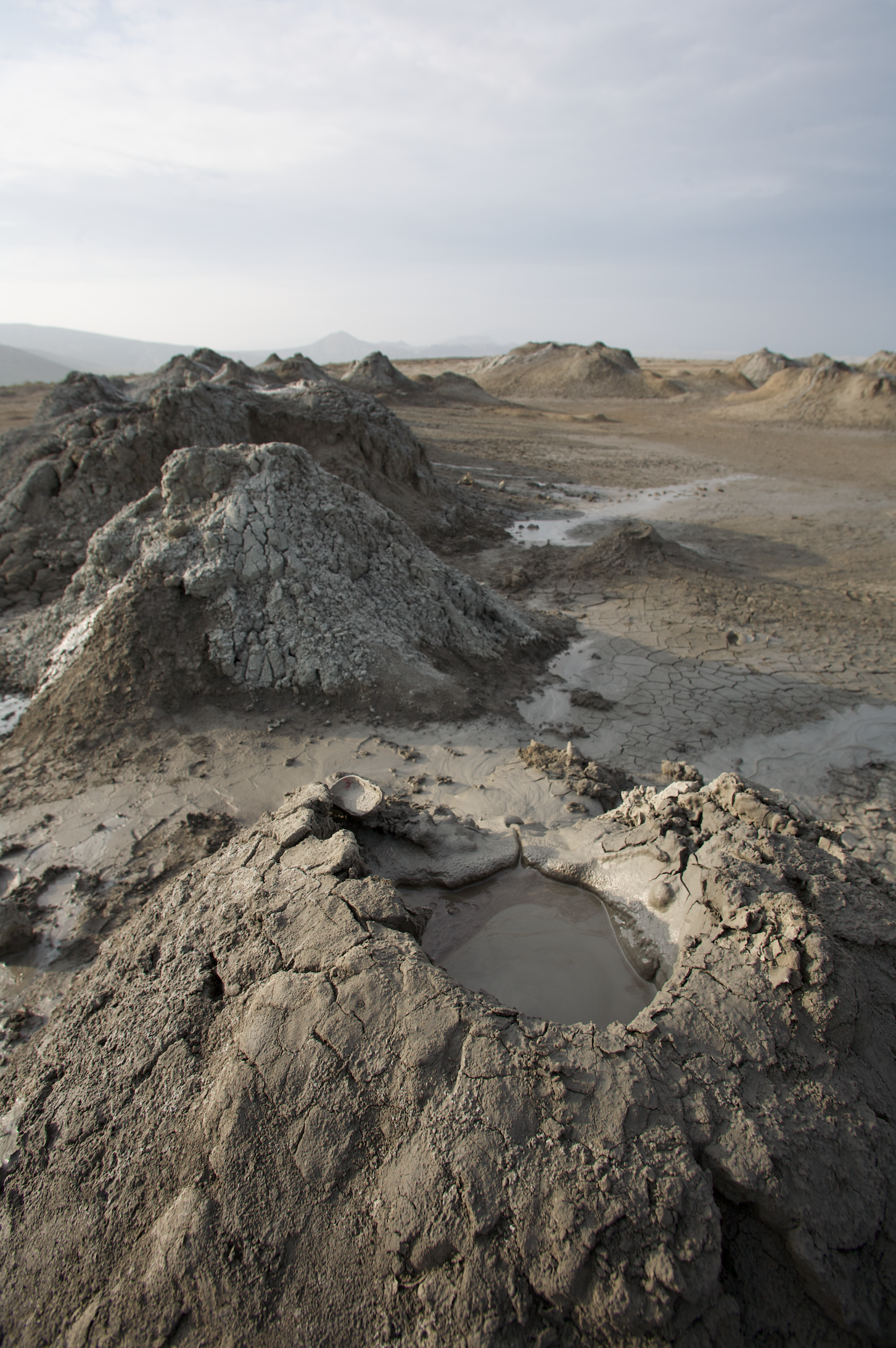
مجموعه‌ای از گل‌فشان‌ها در قبوستان، جمهوری آذربایجان
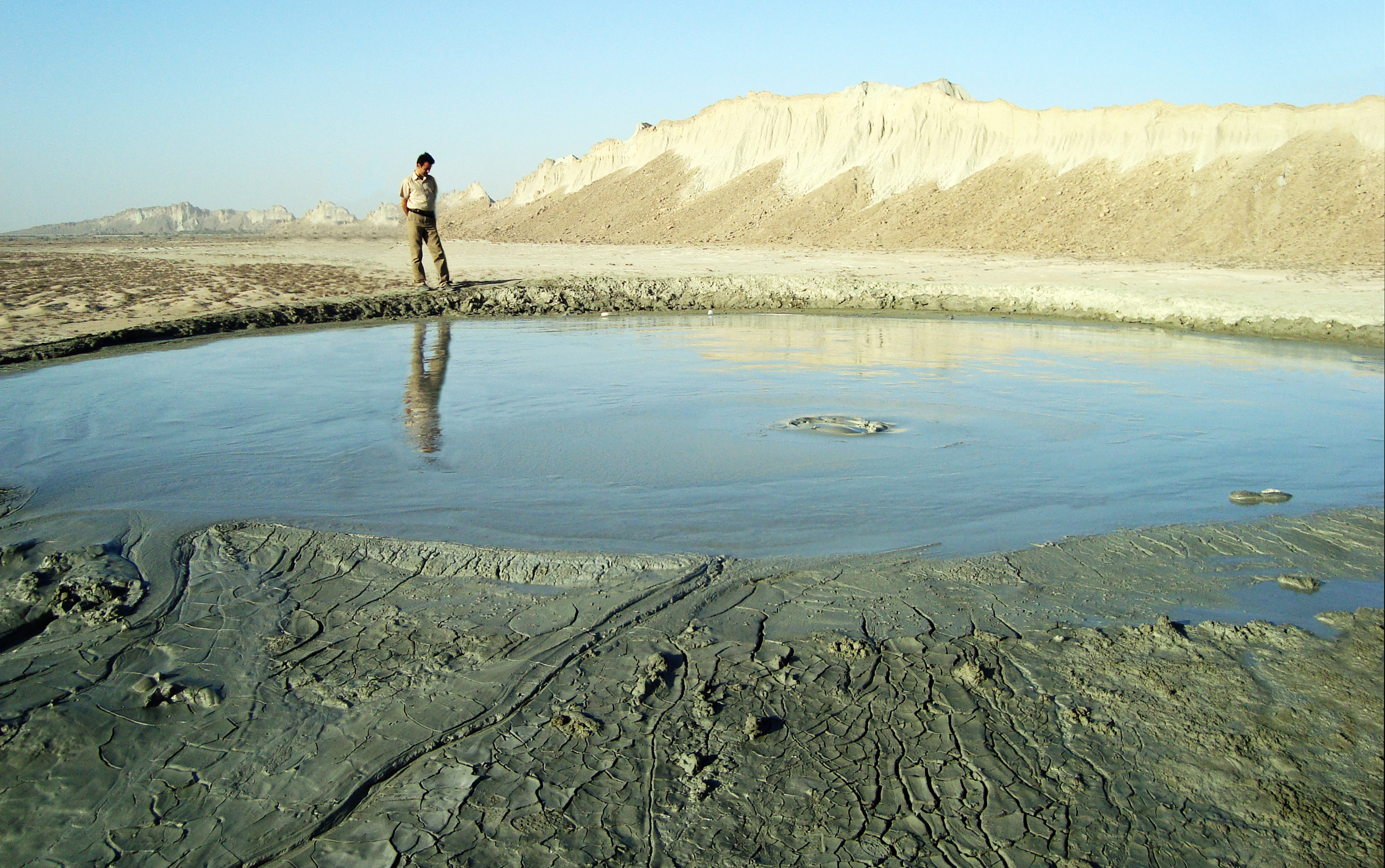
یک گل‌فشان در شهرستان جاسک استان هرمزگان